# فیلم مسئله اجتماعی
فیلم مسئله اجتماعی (انگلیسی: Social problem film) یک فیلم روایی است که یک تضاد اجتماعی بزرگ را در تضاد فردی بین شخصیت‌هایش می‌آمیزد. در ایالات متحده و سینمای هالیوود، این ژانر با تصاویری از بحران‌های اجتماعی در موقعیت‌های واقعی بومی یا نهادی تعریف می‌شود.
مانند بسیاری از ژانرهای فیلم، تعریف دقیق این گونه از فیلم با مخاطب است. با این حال، در دهه ۱۹۳۰ تعدادی فیلم موضوعی در هالیوود تولید و روانه بازار شد، و در دهه ۱۹۴۰، اصطلاح «مسائل اجتماعی» یا «پیام» در فیلم، در این صنعت و عموم رایج شد.
بسیاری از ویژگی‌هایی که برای تعریف فیلم مسئله اجتماعی وجود دارد، حول آگاهی درک‌شده ملت در مورد یک موضوع اجتماعی خاص و ادغام آن موضوع در یک ساختار روایی می‌چرخد. مسائل اجتماعی مانند وحشت از جنگ، رنج فقرا، اعتیاد، حقوق زنان و غیرانسانی بودن دنیای مصادره‌شده از سوی برخی، به نمایش گذاشته می‌شود. مشکل تعریف این نوع فیلم به‌عنوان یک ژانر در ناتوانی برای تفکیک آن از فیلم‌هایی است که سبکی مشابه را به نمایش می‌گذارند، زیرا بسیاری از فیلم‌ها به مسائل اجتماعی می‌پردازند. فیلم مسئله اجتماعی با تمرکز بر مشکلات در بافت تاریخی زمان کنونی، به موضوع اجتماعی یک دوره خاص می‌پردازد، حتی می‌تواند در آن دوره خاص با سبکی آموزشی‌تر از سبک آموزشی معاصر به موضوعات اجتماعی خود بپردازد. فیلم مسئله اجتماعی می‌تواند بیشتر از فیلم‌های ژانرهای دیگر در یک موضوع خاص غوطه‌ور شود. برای مثال، فیلم‌های گانگستری و زندان ویژگی‌های خاصی از یک موضوع اجتماعی را منعکس می‌کنند، اما به‌طور کامل مشکل را به گونه‌ای بررسی نمی‌کنند که برای این ژانر واجد شرایط باشد.

## نمونه‌ها
آن دسته از مسائل اجتماعی که این ژانر به آن‌ها پرداخته می‌تواند شامل موارد زیر باشد:
- سن و تضاد بین نسلی
  - کشتی‌گیر (۲۰۰۸)
  - دوران کودکی و نوجوانی
    - چهارصد ضربه (۱۹۵۹)
    - بچه‌ها (۱۹۹۵)
- مدرسه
  - توهم بزرگ (۱۹۳۷)
  - انگل (۲۰۱۹)
  - فقر
    - مرثیه هیلبیلی (۲۰۲۰)
- آب و هوا و آلودگی
  - وال-ئی (۲۰۰۸)
- فرهنگ مصرف‌گرایی
  - باشگاه مبارزه (۱۹۹۹)
- جنایت و بزهکاری
  - جنگل تخته‌سیاه (۱۹۵۵)
- قاچاق و مبارزه با مواد مخدر
  - سیکاریو (۲۰۱۵)
- مهاجرت
  - حادثه مرزی (۱۹۴۹)
- تحصیل
  - ویل هانتینگ نابغه (۱۹۹۷)
- زندگی و ارزش‌های خانوادگی
  - فرزندان من کجا هستند؟ (۱۹۱۶)
  - مردم معمولی (۱۹۸۰)
  - جونو (۲۰۰۷)
- بیماری، سلامتی و سلامت روان
  - فراتر از واقع (۱۹۵۶)
  - دیوانه از قفس پرید (۱۹۷۵)
  - کودکی در انتظار (۱۹۶۳)
  - سوءمصرف مواد مخدر
    - ترک لاس وگاس (۱۹۹۵)
    - پنجاب مرتفع (۲۰۱۶)
    - پسر زیبا (۲۰۱۸)
- کار یدی
  - عصر جدید (۱۹۳۶)
  - خوشه‌های خشم (۱۹۴۰)
  - نورما ری (۱۹۷۹)
  - ژرمینال (۱۹۹۳)
- نژاد، نژادپرستی و تبعیض
  - کار درست را بکن (۱۹۸۹)
  - ستیزه‌جویان (۱۹۵۸)
  - نقطه فشار (۱۹۶۲)
  - حدس بزن چه کسی برای شام می‌آید (۱۹۶۷)
  - تاریخ مجهول آمریکا (۱۹۹۸)
  - منطقه ۹ (۲۰۰۹)
  - تصادف (۲۰۰۵)
- تبعیض جنسی
  - ساعت بچه‌ها (۱۹۶۱)
  - دور از بهشت (۲۰۰۲)
  - کوهستان بروکبک (۲۰۰۵)
- ارزش‌ها و فشارهای اجتماعی
  - انجمن شاعران مرده (۱۹۸۹)
  - سه احمق (۲۰۰۹)
- سانسور
  - مرکز طوفان (۱۹۵۶)
- فناوری، رسانه، و جامعه
  - شبکه (۱۹۷۶)
  - نمایش ترومن (۱۹۹۸)
  - قاتلان بالفطره (۱۹۹۴)
- تجاوز جنسی
  - خشم (۱۹۵۰)
- زندگی شهری و روستایی
  - پسرا تو محله (۱۹۹۱)
  - مرثیه هیلبیلی (در بالا هم آمده‌است)
- دین
  - المر گنتری (۱۹۶۰)
- خشونت با اسلحه
  - تفنگ آمریکایی (۲۰۰۵)
  - بولینگ برای کلمباین (۲۰۰۲)
- جنگ و جانبازی
  - شکارچی گوزن (۱۹۷۸)
  - غلاف تمام‌فلزی (۱۹۸۷)
  - متولد چهارم جولای (۱۹۸۹)
  - مهلکه (۲۰۰۹)
  - راه‌های افتخار (۱۹۵۷)